# Honey (Bobby Goldsboro)
"Honey", ook bekend als "Honey (I Miss You)", is een nummer van de Amerikaanse zanger Bobby Goldsboro. Het verscheen op zijn gelijknamige album uit 1968. Op 17 februari van dat jaar werd het uitgebracht als de enige single van het album.

## Achtergrond
"Honey" is geschreven door Bobby Russell en geproduceerd door Bob Montgomery. Het werd voor het eerst opgenomen door Bob Shane, een van de oprichters van The Kingston Trio, met productie van Russell. Deze versie werd echter geen succes. Bobby Goldsboro, die een tekort aan nieuwe nummers had, hoorde deze versie en vroeg aan Russell of hij langs wilde komen om een paar nummers voor hem te spelen. "Honey" was een van de nummers die hij ten gehore bracht, en Goldsboro vroeg of hij het mocht coveren. Russell was hier in eerste instantie niet enthousiast over aangezien de versie van Shane nog niet was uitgebracht. Uiteindelijk gaf hij Goldsboro toestemming om het op te nemen, maar dat zijn single niet tegelijk met die van Shane zou worden uitgebracht. De twee partijen kwamen tot een overeenkomst waarbij Goldsboro vier weken zou wachten met de release van zijn versie.
"Honey" gaat over een man die treurt over zijn vrouw, die niet bij hem is. Hij vertelt over een boom die zij lang geleden hadden geplant, die inmiddels sterk gegroeid is. Pas in het derde couplet wordt duidelijk dat de vrouw is overleden. Het nummer werd in de versie van Goldsboro op 30 januari 1968 in een take opgenomen. Er werd een tweede take gemaakt om te zien of er in de eerste take iets mis was gegaan, maar deze take was even goed en er werd besloten om de eerste take uit te brengen als single.
"Honey" groeide uit tot de grootste hit van Goldsboro. Het werd een nummer 1-hit in de Amerikaanse Billboard Hot 100 en kwam in de Britse UK Singles Chart tot de tweede plaats. Ook in Australië, Canada, Ierland en Nieuw-Zeeland behaalde het de eerste positie, en in Duitsland, Noorwegen en Oostenrijk werd de top 10 gehaald. In Nederland piekte de single op de zesde plaats in de Top 40 en op de vijfde plaats in de Parool Top 20, terwijl in Vlaanderen de vijfde plaats in een voorloper van de Ultratop 50 werd gehaald. Wereldwijd gezien was het de best verkochte single van 1968. In 1969 werd het genomineerd voor twee Grammy Awards in de categorieën Record of the Year en Best Contemporary-Pop Vocal Performance, Male. Alhoewel de single destijds goed werd ontvangen, werd het later beschreven als een van de slechtste nummers aller tijden. Zo werd het door de lezers van het tijdschrift Rolling Stone uitgeroepen tot het op een na slechtste nummer van de jaren '60.

## Hitnoteringen

### Nederlandse Top 40
| Hitnotering: 01-06-1968 t/m 17-08-1968 | Hitnotering: 01-06-1968 t/m 17-08-1968 | Hitnotering: 01-06-1968 t/m 17-08-1968 | Hitnotering: 01-06-1968 t/m 17-08-1968 | Hitnotering: 01-06-1968 t/m 17-08-1968 | Hitnotering: 01-06-1968 t/m 17-08-1968 | Hitnotering: 01-06-1968 t/m 17-08-1968 | Hitnotering: 01-06-1968 t/m 17-08-1968 | Hitnotering: 01-06-1968 t/m 17-08-1968 | Hitnotering: 01-06-1968 t/m 17-08-1968 | Hitnotering: 01-06-1968 t/m 17-08-1968 | Hitnotering: 01-06-1968 t/m 17-08-1968 | Hitnotering: 01-06-1968 t/m 17-08-1968 | Hitnotering: 01-06-1968 t/m 17-08-1968 |
| Week                                   | 1                                      | 2                                      | 3                                      | 4                                      | 5                                      | 6                                      | 7                                      | 8                                      | 9                                      | 10                                     | 11                                     | 12                                     |                                        |
| -------------------------------------- | -------------------------------------- | -------------------------------------- | -------------------------------------- | -------------------------------------- | -------------------------------------- | -------------------------------------- | -------------------------------------- | -------------------------------------- | -------------------------------------- | -------------------------------------- | -------------------------------------- | -------------------------------------- | -------------------------------------- |
| Nummer                                 | 34                                     | 25                                     | 19                                     | 11                                     | 8                                      | 6                                      | 6                                      | 7                                      | 7                                      | 10                                     | 18                                     | 28                                     | uit                                    |

### Parool Top 20
| Hitnotering: 15-06-1968 t/m 10-08-1968 | Hitnotering: 15-06-1968 t/m 10-08-1968 | Hitnotering: 15-06-1968 t/m 10-08-1968 | Hitnotering: 15-06-1968 t/m 10-08-1968 | Hitnotering: 15-06-1968 t/m 10-08-1968 | Hitnotering: 15-06-1968 t/m 10-08-1968 | Hitnotering: 15-06-1968 t/m 10-08-1968 | Hitnotering: 15-06-1968 t/m 10-08-1968 | Hitnotering: 15-06-1968 t/m 10-08-1968 | Hitnotering: 15-06-1968 t/m 10-08-1968 | Hitnotering: 15-06-1968 t/m 10-08-1968 |
| Week                                   | 1                                      | 2                                      | 3                                      | 4                                      | 5                                      | 6                                      | 7                                      | 8                                      | 9                                      |                                        |
| -------------------------------------- | -------------------------------------- | -------------------------------------- | -------------------------------------- | -------------------------------------- | -------------------------------------- | -------------------------------------- | -------------------------------------- | -------------------------------------- | -------------------------------------- | -------------------------------------- |
| Nummer                                 | 20                                     | 9                                      | 9                                      | 6                                      | 5                                      | 10                                     | 11                                     | 15                                     | 17                                     | uit                                    |

### NPO Radio 2 Top 2000
| Nummer met noteringen in de NPO Radio 2 Top 2000 | '00  | '01 | '02  | '03  | '04  | '05  | '06  | '07  | '08  |
| ------------------------------------------------ | ---- | --- | ---- | ---- | ---- | ---- | ---- | ---- | ---- |
| Honey                                            | 1102 | 942 | 1116 | 1605 | 1091 | 1476 | 1389 | 1556 | 1377 |

1. ↑  Een vetgedrukt getal geeft de hoogste notering aan.
2. ↑  2000 was het eerste jaar met een notering voor dit nummer.
3. ↑  Deze tabel is bijgewerkt tot en met de laatste editie (2024).

### Evergreen Top 1000
| Evergreen Top 1000 "Honey" | Evergreen Top 1000 "Honey" | Evergreen Top 1000 "Honey" | Evergreen Top 1000 "Honey" | Evergreen Top 1000 "Honey" | Evergreen Top 1000 "Honey" | Evergreen Top 1000 "Honey" | Evergreen Top 1000 "Honey" | Evergreen Top 1000 "Honey" | Evergreen Top 1000 "Honey" | Evergreen Top 1000 "Honey" | Evergreen Top 1000 "Honey" | Evergreen Top 1000 "Honey" | Evergreen Top 1000 "Honey" | Evergreen Top 1000 "Honey" | Evergreen Top 1000 "Honey" |
| Jaar                       | 2008                       | 2009                       | 2010                       | 2011                       | 2012                       | 2013                       | 2014                       | 2015                       | 2016                       | 2017                       | 2018                       | 2019                       | 2020                       | 2021                       | 2022                       |
| -------------------------- | -------------------------- | -------------------------- | -------------------------- | -------------------------- | -------------------------- | -------------------------- | -------------------------- | -------------------------- | -------------------------- | -------------------------- | -------------------------- | -------------------------- | -------------------------- | -------------------------- | -------------------------- |
| Positie                    | -                          | -                          | -                          | -                          | 47                         | 85                         | 65                         | 68                         | 80                         | 116                        | 206                        | 159                        | 180                        | 194                        | 226                        |